# Casa pontificia
La Casa pontificia (fino al 1968 Corte pontificia) è l'insieme delle persone che assistono il papa gestendo il cerimoniale e il protocollo sia delle cerimonie religiose sia delle attività civili. Al suo ordine ed all'organizzazione delle attività sovrintende la prefettura della casa pontificia. 
Con il motu proprio Pontificalis domus del 28 marzo 1968, papa Paolo VI ne mutò la denominazione, conservando in linea di principio la distinzione fra Cappella pontificia e Famiglia pontificia, stabilendo contestualmente la divisione della seconda in due sezioni, una ecclesiastica e una laica.

## Componenti storici ante riforma
Prima che fosse abolita nel 1968 da papa Paolo VI, la denominazione Corte pontificia è stata usata per diversi secoli per indicare la struttura organizzativa costituita da vari ranghi di religiosi, civili, militari, inservienti e altro personale, incaricata all'interno dei palazzi apostolici dello svolgimento di particolari cerimonie, sia di carattere religioso sia di carattere diplomatico e civile, oltre che della protezione, assistenza e cura della persona del Pontefice e dei palazzi apostolici.
Era suddivisa in due componenti principali:
- la Cappella pontificia, che forniva assistenza al papa nelle sue funzioni di capo spirituale della Chiesa cattolica, soprattutto nelle cerimonie religiose;
- la Famiglia pontificia, che lo assisteva nella sua funzione temporale di sovrano della Chiesa e capo di Stato nonché nello svolgimento delle attività quotidiane.

### Cappella pontificia
La Cappella pontificia era composta dagli ecclesiastici che partecipavano alle sacre cerimonie con gli abiti liturgici o, secondo i casi, con quelli propri del loro grado e ufficio.
Come in tutte le chiese cattedrali o collegiate, l'ufficio divino si teneva nella Corte papale con cadenza quotidiana, fino al XIX secolo, durante il quale il servizio liturgico cessò di essere quotidiano e fu limitato ad alcune circostanze e solennità straordinarie. Dopo il ritorno da Avignone, l'ufficio ordinario, quando il papa risiedeva nel Vaticano, si celebrava nella cappella Sistina, mentre i più solenni avevano luogo nella basilica di San Pietro, che non bisogna confondere con la sua cattedrale come vescovo di Roma, che è la basilica di San Giovanni in Laterano.
Prima del 1968, nella Cappella pontificia bisognava distinguere:
- i dignitari, collegi e uffici che assistevano alle cerimonie al seguito del Pontefice;
- i ministri e inservienti.

Il corteo papale veniva svolto in considerazione di ben determinate precedenze, di seguito elencate:

#### Dignitari, collegi e ordini
1. il collegio dei cardinali
2. i patriarchi, i primati, gli arcivescovi e i vescovi assistenti al soglio pontificio
3. il vice camerlengo di Santa romana Chiesa (Prelato di Fiocchetto)
4. i principi assistenti al soglio (i due capi delle famiglie Colonna e Orsini, famiglie designate al compito di rappresentanza della nobiltà romana da papa Giulio II e che a turno svolgevano assistenza al trono papale durante le cerimonie, in seguito anche Alessandro Torlonia)
5. l'uditore generale della Camera Apostolica (Prelato di Fiocchetto)
6. il tesoriere generale della Camera Apostolica (Prelato di Fiocchetto)
7. il maggiordomo di Sua Santità (Prelato di Fiocchetto, soprintendente responsabile del Palazzo Apostolico, incaricato altresì dell'organizzazione delle cerimonie e delle udienze pontificie)[N 2]
8. il Ministro dell'interno[5]
9. il segretario delle sacre congregazioni
10. il segretario del Supremo Tribunale della Segnatura Apostolica
11. il decano del Tribunale della Rota Romana
12. arcivescovi e vescovi non assistenti al soglio
13. il collegio dei protonotari apostolici (anticamente denominati notarii in Urbe):
  - protonotari di numero partecipanti
  - protonotari soprannumerari
  - protonotari ad instar participantium
  - protonotari titolari
14. l'archimandrita del Santissimo Salvatore
15. il commendatore di Santo Spirito (direttore dell'arcispedale di Santo Spirito in Saxia)[5]
16. il reggente della cancelleria
17. l'abate nullius di Montecassino
18. gli abati generali e i canonici regolari degli Ordini monastici
19. i generali e vicari generali degli Ordini mendicanti
20. il magistrato romano[5]
21. il gran maestro del Sacro Ospizio
22. i prelati uditori del Tribunale della Rota Romana
23. Il maestro del Sacro Palazzo (teologo del papa, per tradizione appartenente all'ordine domenicano)[N 3]
24. i prelati chierici della Camera Apostolica (incaricati dell'amministrazione dei beni temporali della Chiesa)
25. i prelati votanti della Supremo Tribunale della Segnatura Apostolica
26. gli abbreviatori del parco maggiore
27. i ministri assistenti all'altare
28. i maestri delle cerimonie
29. il supplente del maestro del Sacro Palazzo[N 4]
30. i camerieri segreti partecipanti
31. i camerieri segreti suprannumerari e i camerieri d'onore in abito paonazzo
32. il collegio degli avvocati del sacro Concistoro (peroravano le cause che si trattavano in Concistoro)
33. i cappellani segreti, d'onore e comuni[5]
34. i chierici segreti[5]
35. i procuratori generali degli Ordini mendicanti
36. il predicatore apostolico
37. il confessore della Famiglia pontificia
38. il collegio dei procuratori dei Sacri palazzi apostolici (incaricati di patrocinare le cause avanti al Tribunale della Rota Romana e della difesa dei poveri)

#### Ministri e inservienti
1. monsignor sacrista di Sua Santità[N 5]
2. i canonici delle basiliche patriarcali (servivano da ministri consacrati nelle messe della Cappella pontificia)
3. i camerieri segreti (membri del collegio dei maestri delle cerimonie pontificie)[N 6]
4. la cappella musicale pontificia
5. il sottosagrista
6. i chierici della Cappella pontificia:
  - partecipanti
  - soprannumerari
7. gli accoliti ceroferari (portavano i candelabri nelle processioni)[5]
8. i maestri ostiari di Virga rubea[5]
9. il custode delle sacre tiare[5]
10. i mazzieri (portavano la mazza d'argento, simbolo di autorità, nelle cerimonie)[5]
  - partecipanti
  - soprannumerari
11. i cursori apostolici (uscieri che dovevano consegnare a domicilio i documenti che recavano il sigillo del maggiordomo, dal quale dipendevano direttamente)[5]

### Famiglia pontificia

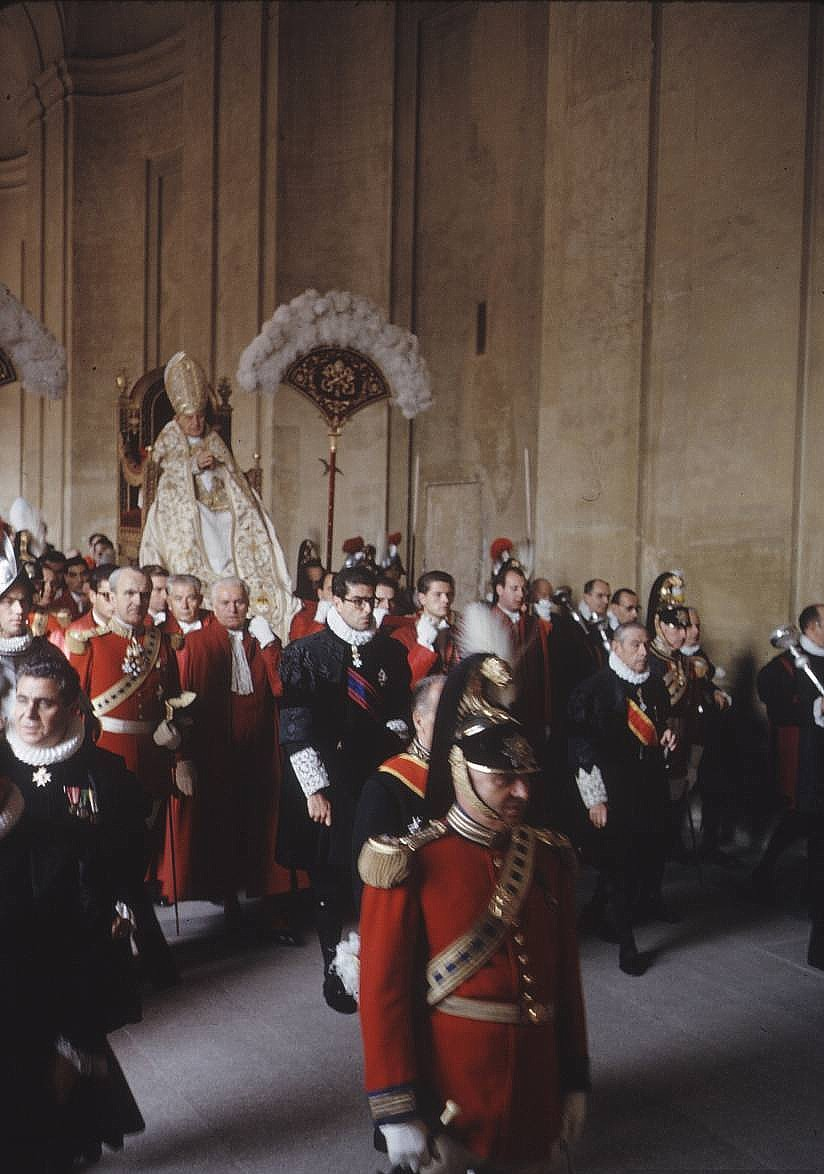
Davanti alla sedia gestatoria, in abito nero di corte, il Foriere maggiore marchese Sacchetti e il Cavallerizzo Maggiore marchese Serlupi Crescenzi, marchesi di baldacchino.

Era costituita di tutte le persone che esercitavano un incarico palatino (quindi risiedevano nel Palazzo del Laterano) al servizio diretto di Sua Santità, le quali potevano essere classificate in tre categorie:
- Cardinali palatini e nobile anticamera segreta;
- Stato maggiore dei Corpi armati;
- Cappellani, dignitari minori e famigli.

I chierici formavano la "Casa ecclesiastica del papa"; i comandi dei Corpi armati formavano la "Casa militare del papa" e i dignitari laici formavano la "Casa civile del papa". Di seguito le tre categorie vengono espanse:

#### Cardinali palatini e nobile anticamera segreta
1. i cardinali palatini[5]
  1. il datario[5]
  2. il segretario di Stato
2. i prelati palatini[N 7]
  1. il maggiordomo di Sua Santità
  2. il maestro di camera
  3. l'uditore[N 8] di Sua Santità (consigliere del papa in materia giudiziaria)
  4. il maestro del Sacro Palazzo
  5. l'elemosiniere segreto[N 9]
  6. il segretario dei brevi ai principi
  7. il segretario della cifra
  8. il sottodatario di Sua Santità
  9. il segretario delle lettere latine
3. i camerieri segreti partecipanti:
  1. il coppiere
  2. il segretario delle ambasciate (consegnava ai visitatori i regali offerti da Sua Santità)
  3. il guardaroba (incaricato del vestiario papale)
  4. monsignor sacrista[N 10]
4. i prelati domestici (chierici benemeriti che il papa insigniva di questo titolo puramente onorifico e che assistevano alle cappelle papali in cornu Epistolae, alla destra dell'altare)[N 11]
5. i camerieri segreti del collegio dei maestri delle cerimonie pontificie (incaricati di dirigere le cerimonie nelle cappelle papali e in altre funzioni che si celebravano nelle basiliche patriarcali romane)
6. i camerieri segreti soprannumerari di Sua Santità (a loro spettava il servizio, non remunerato, di anticamera sotto la direzione del maestro di camera; per gli altri compiti dipendevano dal maggiordomo)
7. i camerieri d'onore in abito paonazzo (a loro spettava il servizio onorario di anticamera nella sala del trono)[5]
8. i camerieri d'onore extra Urbem (godevano dei privilegi e dei titoli di familiari del papa, però solo fuori da Roma e i loro doveri erano specificati nel biglietto di nomina)
9. i camerieri d'onore di cappa e spada (prestavano servizio nella sala del trono)[N 12]
  - di numero (quattro)
  - soprannumerari
10. il reggimento delle Guardie nobili (soppresso nel 1970)
  1. il capitano comandante
  2. il capitano
  3. il vessilifero ereditario di Santa romana Chiesa, che portava il gonfalone o stendardo papale e apparteneva alla famiglia dei marchesi Patrizi Naro Montoro, marchesi di baldacchino
  4. i tenenti
  5. il sottotenente
  6. gli esenti
11. i camerieri segreti di cappa e spada partecipanti (nobili laici)
  1. il gran maestro del Sacro Ospizio;
  2. il foriere maggiore dei sacri palazzi apostolici (gli era affidata la preparazione materiale dei trasferimenti pontifici e apparteneva alla famiglia dei marchesi Sacchetti, marchesi di baldacchino)
  3. il cavallerizzo maggiore di Sua Santità (sovrintendeva le scuderie papali e apparteneva alla famiglia dei marchesi Serlupi Crescenzi, marchesi di baldacchino)
  4. il soprintendente generale delle poste (l'antico organizzatore dei viaggi papali, che apriva e chiudeva la porta della carrozza pontificia e apparteneva alla famiglia dei principi Massimo, già marchesi di baldacchino)
  5. i latori della Rosa d'oro (consegnavano ai destinatari la Rosa d'oro)
  6. il segretario per le ambasciate (riceveva i regali portati al papa dai visitatori)
  7. l'esente delle Guardie nobili di servizio diurno
12. i camerieri segreti di cappa e spada soprannumerari (laici che dovevano appartenere alla nobiltà o avere un'alta posizione sociale, prestavano servizio ordinario di anticamera, specialmente durante la sede vacante)

#### Stato maggiore dei Corpi armati
1. Stato maggiore della Guardia Svizzera Pontificia
  1. capitano comandante
  2. tenente vice comandante
  3. sottotenente
  4. cappellano
2. Stato maggiore della Guardia palatina d'onore (soppressa nel 1970)
  1. colonnello comandante
  2. tenente colonnello vice comandante
  3. maggiore comandante del battaglione
  4. capitano medico
  5. cappellano
3. Stato maggiore della Gendarmeria Pontificia (nome adottato nel 1851 per i Veliti pontifici, creati nel 1850 per sostituire i Carabinieri pontifici, istituiti nel 1816 da Pio VII per il servizio giudiziario e di polizia)
  1. colonnello comandante
  2. cappellano
  3. tenente-colonnello vice comandante
  4. maggiore
  5. capitano
  6. tenente
  7. ufficiale sanitario

#### Cappellani, dignitari minori e famigli
1. i cappellani segreti (familiari intimi del papa, che prestavano servizio di particolare fiducia e assistevano il Pontefice nelle cerimonie sacre e nella messa della sua cappella privata)[5]
2. i cappellani segreti d'onore (avevano un posto meramente onorifico nelle cappelle papali)[5]
3. i cappellani d'onore extra Urbem (godevano dei titoli e privilegi dei cappellani pontifici solo fuori da Roma)[5]
4. i chierici segreti[5]
5. i cappellani comuni pontifici (prestavano servizio comune o pubblico, cioè le funzioni ordinarie)[5]
  - partecipanti
  - soprannumerari
6. il predicatore apostolico (incaricato delle prediche in tempo di Avvento e Quaresima nella cappella della Contessa Matilde davanti alla Famiglia pontificia, dal 1743 doveva appartenere all'ordine dei cappuccini)
7. il confessore della Famiglia pontificia[5]
8. l'archiatra di Sua Santità (il medico personale del Papa)
9. l'aiutante di camera
10. gli scopatori segreti o cubicolari (domestici al servizio diretto del Papa)
11. i bussolanti pontifici (addetti dell'anticamera pontificia)[N 13]
  - partecipanti
  - soprannumerari
12. il decano di sala (responsabile dell'anticamera pontificia, coordina i sediari)
13. il sottodecano di sala
14. i sediari pontifici (famigli addetti al trasporto a spalla del Papa sulla sedia gestatoria)
  - partecipanti
  - soprannumerari
15. i parafrenieri pontifici (addetti alle scuderie pontificie, poi confluiti nel collegio dei sediari)

## Composizione attuale della famiglia pontificia

### Sezione ecclesiastica
Appartengono alla famiglia pontificia ecclesiastica:
- il sostituto per gli affari generali della Segreteria di Stato
- il segretario per i rapporti con gli Stati della Segreteria di Stato
- l'elemosiniere di Sua Santità
- il presidente della Pontificia accademia ecclesiastica
- il teologo della Casa Pontificia
- il collegio dei protonotari apostolici di numero partecipanti
- i protonotari apostolici soprannumerari
- i cerimonieri pontifici
- i prelati d'onore di Sua Santità
- i cappellani di Sua Santità
- il predicatore della Casa Pontificia

### Sezione laica
Appartengono alla famiglia pontificia laica:
- gli assistenti al Soglio (titolo estinto nel 2017[N 14])
- il delegato speciale della Pontificia commissione per lo Stato della Città del Vaticano
- il consigliere generale dello Stato della Città del Vaticano
- il comandante della Guardia svizzera pontificia
- i consultori dello Stato della Città del Vaticano
- il presidente della Pontificia accademia delle scienze
- i gentiluomini di Sua Santità
- i procuratori dei palazzi apostolici
- gli addetti di anticamera
- i familiari del Papa (decano di sala e sediari pontifici)
- l'aiutante di camera

## Curiosità
- Giuseppe Capparoni pubblicò nel 1827 una Raccolta di sue 70 incisioni all'acquaforte, con i costumi dei personaggi che componevano a quel tempo la Curia romana.[6]